# Dan Georgakas
Dan Georgakas, né le 3 janvier 1938 et mort le 23 novembre 2021, est un poète anarchiste et un historien américain.
Spécialiste de l’histoire orale et du mouvement ouvrier américains, il co-publie Detroit : I do mind dying : A study in urban revolution, devenu un classique de l'histoire sociale et politique américaine.
Fin des années 1980, il coordonne la rédaction de l'Encyclopedia of the American Left publiée en 1990.

## Biographie
En 1966, à New York, avec le peintre Ben Morea, Dan Georgakas est parmi les fondateurs groupe anarchiste Up Against the Wall Motherfucker, un « gang de rue avec de l'analyse » (« street gang with analysis ») connu pour ses actions directes dans le Lower East Side.
En 1967, il signe le Writers and Editors War Tax Protest. Lancé à l'initiative d'un rédacteur du New York Times Magazine. Ce manifeste, inspiré de la désobéissance civile de Henry David Thoreau, réunit 528 écrivains et éditeurs américains qui refusent de payer la surtaxe de 10% due à la poursuite de la guerre du Vietnam. Le texte est notamment publié en janvier et février 1968 par le New York Post et la New York Review of Books,.
En 1975, il publie avec Marvin Surkin, Detroit : I do mind dying : a study in urban revolution. Privilégiant la parole des ouvriers, l'ouvrage revient sur les luttes des années 1970, au sein des usines automobiles. Il met en lumière la réalité des conditions de travail à la chaîne, la corruption des appareils syndicaux, le racisme quotidien de la société américaine, mais aussi le développement à la base de luttes pour la justice sociale. L'ouvrage est régulièrement réédité.
En 1990, avec Mari Jo Buhle (en) et Paul Buhle (en), il coordonne la publication de l'Encyclopedia of the American Left, rééditée à de nombreuses reprises depuis.

## Publications
- Dan Georgakas et Marvin Surkin, Detroit : Pas d’accord pour crever. Une étude de la révolution urbaine (1967–1975), Marseille, Agone, 2015
  - Sébastien Banse, Detroit : Une étude de la révolution urbaine, Les Lettres françaises, 2016.
  - Sari Madi, Détroit pas d’accord pour crever. Une révolution urbaine, Relations industrielles, volume 71, numéro 4, automne 2016
  - Benoît Bréville, Détroit : pas d’accord pour crever. Une révolution urbaine, Le Monde diplomatique, décembre 2015
- (en) Dan Georgakas, Marvin Surkin, Detroit : I do mind dying : A study in urban revolution, New York, St Martin's Press, 1975
- (en) Dan Georgakas (éd.), Encyclopedia of the American Left, Garland Publishing, New York, 1990
- (en) Paul Buhle, Dan Georgakas, The immigrant left in the United States, Albany, State University of New York Press, 1996